# Елінор Кетрін Воррен
Елінор Кетрін Воррен (англ. Eleanor Catherine Warren; 15 червня 1919, Лондон — 25 серпня 2005, Оудбі, графство Лестершир) — англійська віолончелістка, музичний педагог.

## Біографія
Вчилася у Лондонській віолончельній школі, у повоєнні роки брала додаткові уроки у П'єра Фурньє та Пабло Казальса. Концертувала до 1964 року, часто виступаючи з Англійським камерним оркестром.
1964 року за станом здоров'я відмовилася від виступів і стала працювати на радіостанції BBC, досягнувши до 1975 року посади директора музичного мовлення.
1977 року залишила радіо і очолила кафедру струнних в Королівському північному музичному коледжі в Манчестері. З 1984 по 1995 рік керувала відділенням камерної музики в Ґілдхоллській школі музики, а в 1985–1996 роках одночасно в і Королівському музичному коледжі.